# Cane Kaikadi
Il Kaikadi è una razza di levriero indiano.
I Kaikadi sono allevati dall'omonimo popolo, una tribù nomade del Maharashtra, sono una razza di levrieri particolarmente piccola e magra, hanno gambe lunghe e sottili e cosce potenti e una coda lunga e affusolata, una testa sottile e lunga con occhi prominenti e orecchie lunghe ed erette, e sono disponibili in una varietà di colori ma bianco, marrone chiaro e nero sono i colori predominanti.
I Kaikadi sono noti per la loro velocità eccezionale, sono usati per cacciare una varietà di piccola selvaggina in particolare scimmie e ratti, la razza è nota per essere sospettosa degli estranei e di notte lavorano come cani da guardia per i loro padroni.